# A Streetcar Named Desire
A Streetcar Named Desire (bra: Uma Rua Chamada Pecado; prt: Um Eléctrico Chamado Desejo) é um filme norte-americano de 1951, do gênero drama, dirigido por Elia Kazan, e com roteiro baseado na peça A Streetcar Named Desire, de Tennessee Williams.

## Sinopse
Blanche DuBois é uma madura mas ainda atraente mulher sulista que gosta da virtude e da cultura mas que usa isso como escudo para esconder sentimentos de amargura e desilusão, além do vício do alcoolismo. Ao mesmo tempo em que foge da realidade, Blanche ainda busca atrair pretendentes. Ela chega ao apartamento da irmã Stella Kowalski, em New Orleans, usando o bonde (elétrico) que faz a rota chamada "Desire". Esse novo ambiente abala os nervos de Blanche. Stella teme a reação do marido Stanley com os modos e a doença da irmã. Blanche diz que trabalhava como professora de inglês, mas que teve de parar por causa de sua doença nervosa, mas na verdade ela foi despedida por se envolver com um garoto de 17 anos de idade. Seu marido se suicidara e ela fugira da sua cidade para escapar dos problemas.
Stanley é rude e grosseiro, dominando Stella com seu comportamento abusivo mas sensual, mas que em Blanche só causa repulsa. O amigo dele, Mitch, se interessa por Blanche, a quem considera uma dama. Stanley acaba se enfurecendo com Blanche, quando ela interfere no seu relacionamento com a esposa. Stanley descobre o passado da cunhada e a desmascara, arruinando de vez a vida de todos.

## Elenco principal

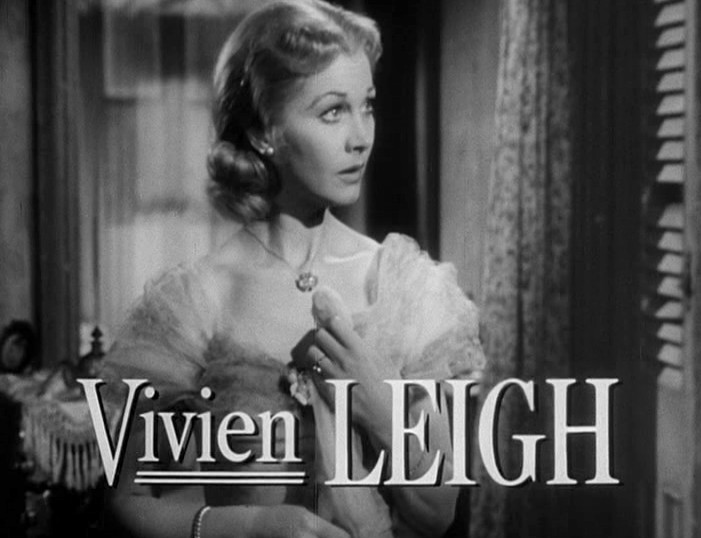
Vivien Leigh como "Blanche DuBois"

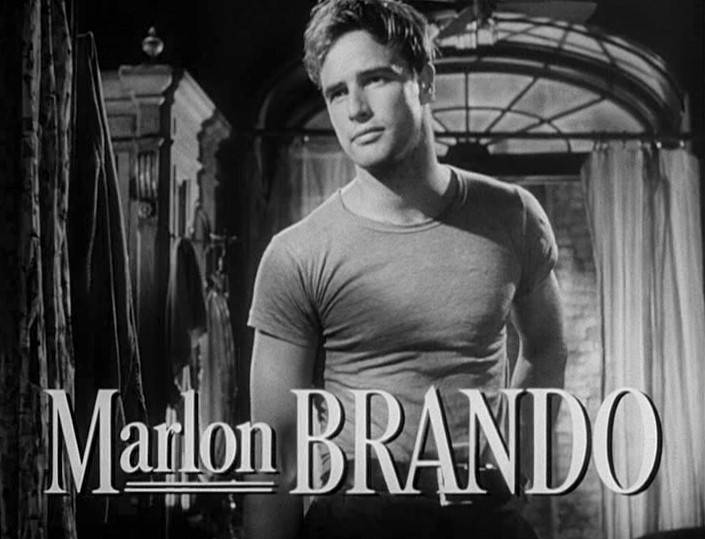
Marlon Brando como "Stanley Kowalski"

- Vivien Leigh … Blanche DuBois
- Marlon Brando … Stanley Kowalski
- Kim Hunter … Stella Kowalski
- Karl Malden … Harold 'Mitch' Mitchell
- Rudy Bond        … Steve
- Nick Dennis … Pablo Gonzales
- Peg Hillias … Eunice
- Wright King … Colecionador
- Richard Garrick … Médico
- Ann Dere       … Matrona
- Edna Thomas … A mulher mexicana
- Mickey Kuhn … Marinheiro

## Prêmios e indicações
Oscar (1952) - O Filme venceu 4 categorias das 12 no qual foi indicado. 3 dessas foram em categorias de atuação. Foi o segundo Oscar da atriz Vivien Leigh, que havia obtido um na categoria de atuação pelo clássico "…E o vento levou".
| Categoria                                  | Recipiente              | Resultado |
| ------------------------------------------ | ----------------------- | --------- |
| Melhor filme                               | Charles K. Feldman      | Indicado  |
| Melhor diretor                             | Elia Kazan              | Indicado  |
| Melhor roteiro adaptado                    | Oscar Saul              | Indicado  |
| Melhor atriz                               | Vivien Leigh            | Venceu    |
| Melhor ator                                | Marlon Brando           | Indicado  |
| Melhor atriz coadjuvante                   | Kim Hunter              | Venceu    |
| Melhor ator coadjuvante                    | Karl Malden             | Venceu    |
| Melhor fotografia (em preto-e-branco       | Harry Stradling Jr.     | Indicado  |
| Melhor trilha sonora original              | Alex North              | Indicado  |
| Melhor direção de arte (em preto-e-branco) | Eve Stewart e Judy Farr | Venceu    |
| Melhor figurino (em preto-e-branco)        | Lucinda Ballard         | Indicado  |
| Melhor som                                 | Nathan Levinson         | Indicado  |